# 卡尔·约瑟夫松
卡尔·约瑟夫松（瑞典語：Carl Josefsson，1895年9月1日—1974年11月3日），瑞典男子冰球运动员，场上位置是守门员。他曾代表瑞典国家队参加1924年冬季奥林匹克运动会冰球比赛，获得第4名。